# Половинська сільська рада (Цілинний район)
Полови́нська сільська рада (рос. Половинский сельский совет) — сільське поселення у складі Цілинного району Курганської області Росії.
Адміністративний центр — село Половинне.
Населення сільського поселення становить 960 осіб (2017; 1226 у 2010, 1782 у 2002).

## Склад
До складу сільського поселення входять:
| Населений пункт       | Населення, осіб (2002) | Населення, осіб (2010) |
| --------------------- | ---------------------- | ---------------------- |
| Воздвиженка, присілок | 345                    | 223                    |
| Дудино, присілок      | 217                    | 135                    |
| Половинне, село       | 1143                   | 989                    |
| Чортово, присілок     | 77                     | 30                     |